# Camptostylus mannii
Camptostylus mannii är en tvåhjärtbladig växtart som först beskrevs av Daniel Oliver, och fick sitt nu gällande namn av Ernest Friedrich Gilg. Camptostylus mannii ingår i släktet Camptostylus och familjen Achariaceae. Inga underarter finns listade i Catalogue of Life.